# Josef Vendelín Sokol
Josef Vendelín Sokol (27. ledna 1821, Březno – 9. srpna 1858, Petrohrad) byl český houslista, v letech 1831–1837 jeden z žáků německého houslisty Friedricha Wilhelma Pixise, prvního profesora hry na housle na Pražské konzervatoři.

## Život
Po absolvování školy roku 1837 na sebe upozornil nejen jako houslový virtuos, ale i jako skladatel. Několik jeho skladeb bylo provedeno na korunovačních slavnostech v září 1836. Přispíval také do českého obrozeneckého časopisu Věnec.
Roku 1839 se mu naskytla příležitost odejít do zahraničí. Ještě v témže roce se stal ředitelem orchestru ve Vilniusu, kde zůstal až do svého odchodu do Petrohradu. Tam žil od roku 1841 až do své smrti a záhy se zařadil mezi tamní nejúspěšnější houslisty.[zdroj?]